# RG-33
RG-33 ist ein für militärische Zwecke von BAE Systems entwickeltes und in den USA produziertes gepanzertes Fahrzeug und basiert auf dem RG-31.

## Technische Beschreibung
Der RG-33 gehört zur Gruppe der MRAPs und weist Schutz gegen Landminen, IEDs sowie Feuer aus Infanteriewaffen auf. In der Regel ist es mit einer ferngesteuerten Waffenstation im Kaliber 7,62 × 51 mm NATO ausgestattet.

## Varianten
- RG-33 4×4 (Besatzung: 2 + 4)
- RG-33L 6×6 (Besatzung: 2 + 8)
- RG-33L Sanitätsfahrzeug
- RG-33L Minenräumfahrzeug
- RG-33L Bergefahrzeug

## Nutzer

### USA
Circa 2000 Fahrzeuge, im Dienst bei:
- United States Marine Corps:
- United States Special Operations Command